# Kazimierz Piechotka

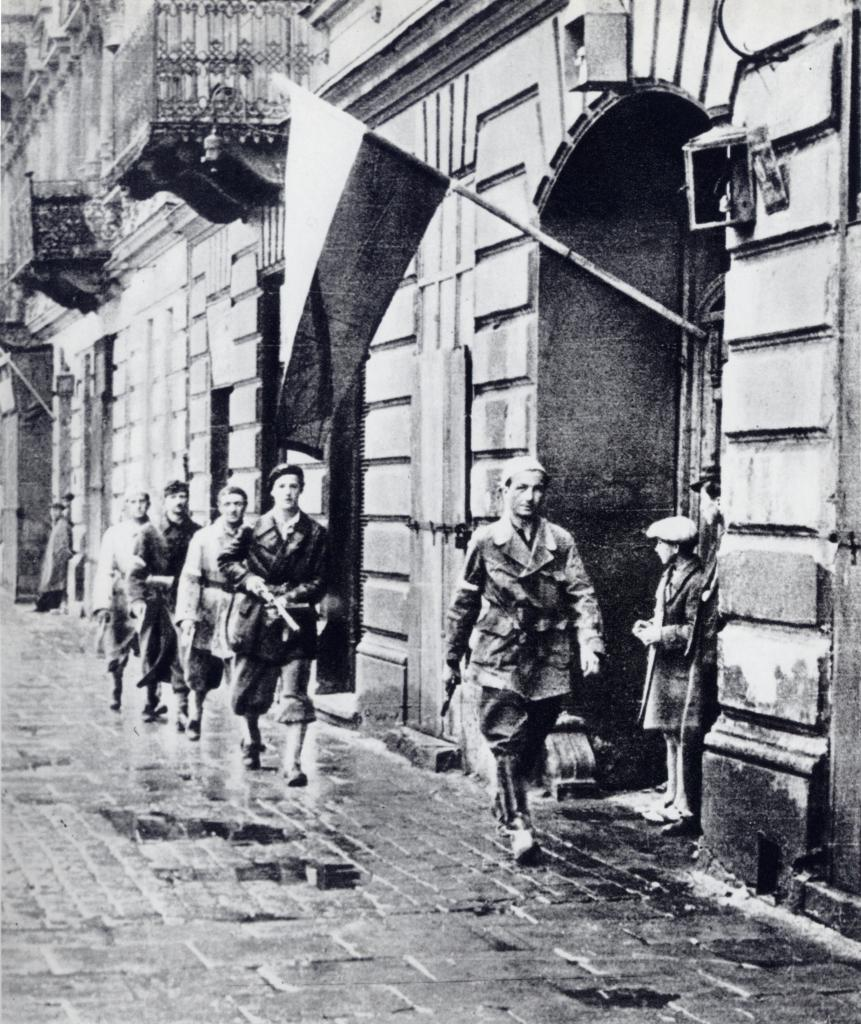
Pierwsze dni sierpnia 1944. Patrol żołnierzy z plutonu „Agaton” w drodze z Woli do Śródmieścia. Kazimierz Piechotka trzeci z prawej

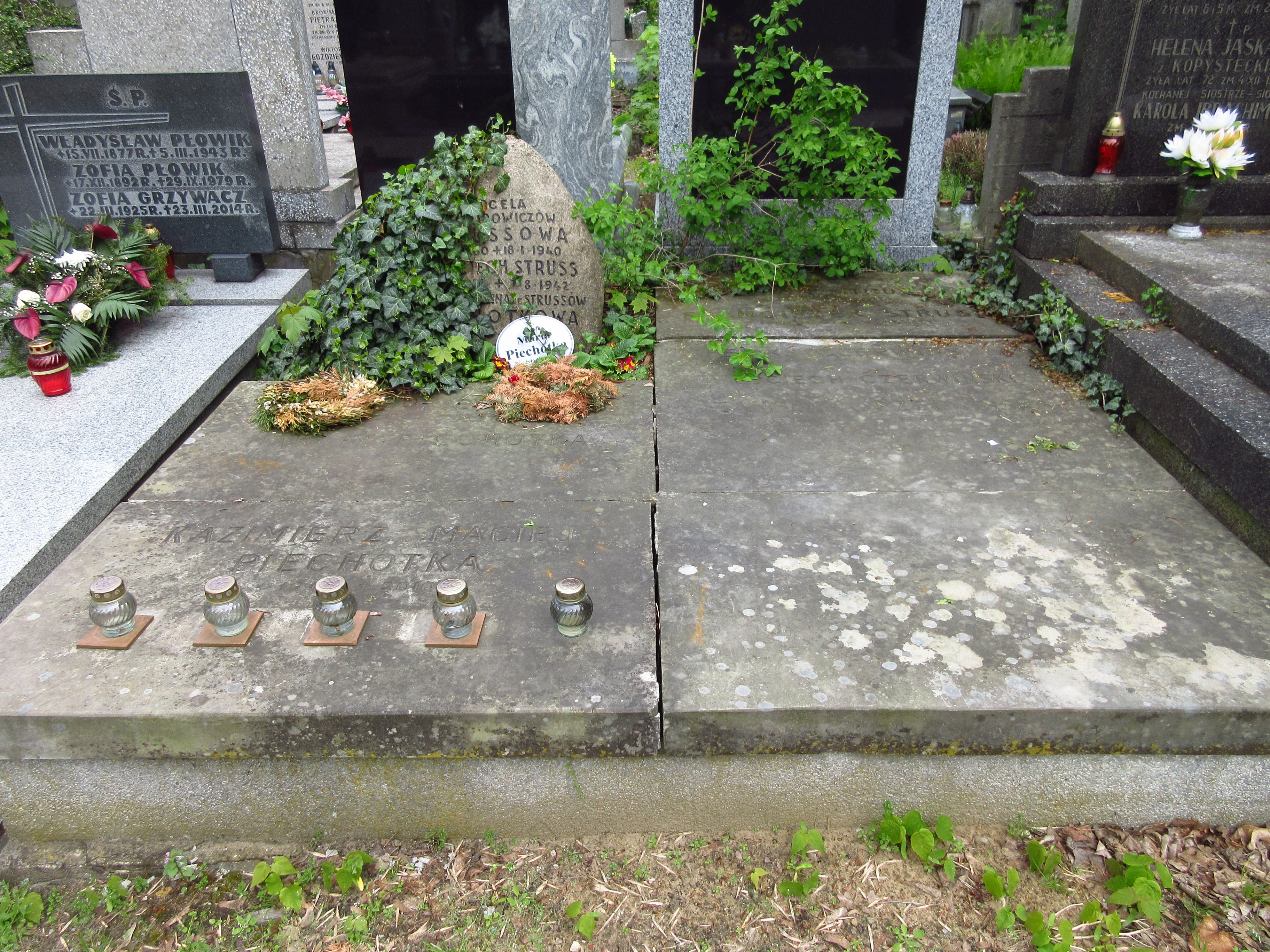
Grób Marii i Kazimierza Piechotków na cmentarzu Bródnowskim

Kazimierz Maciej Piechotka ps. Jacek (ur. 20 listopada 1919 w Warszawie, zm. 6 marca 2010 tamże) – polski architekt, żołnierz ZWZ i AK, uczestnik powstania warszawskiego.

## Działalność w AK
Od początku wojny zaangażowany w działalność konspiracyjną i tajne nauczanie. W ramach działalności podziemnej pracował w Wydziale Legalizacji i Techniki, w komórce kierowanej przez Piotra Biegańskiego. Cały wydział, kierowany przez Stanisława Jankowskiego „Agatona”, zajmował się fałszowaniem dokumentów na potrzeby działalności konspiracyjnej. Z takich dokumentów korzystał m.in. Kazimierz Leski, udając generała Wehrmachtu.
W powstaniu warszawskim walczył w plutonie „Agaton” batalionu „Pięść”, dowodzonym przez Stanisława Jankowskiego, jako strzelec z cenzusem. Służył w ochronie generała Tadeusza Bora-Komorowskiego. Po powstaniu, wspólnie z żoną – Marią – trafił do obozu jenieckiego Stalag IV B Mühlberg – Rez. Laz. Kgf. w Zeithain, gdzie oboje pracowali jako personel szpitalny.

## Działalność zawodowa
W 1937 roku rozpoczął studia na Wydziale Architektury Politechniki Warszawskiej. W trakcie studiów architektonicznych rozpoczął pracę w Zakładzie Architektury Polskiej PW.
W czasie wojny uczestniczył w tajnych kompletach, zajmował się także inwentaryzacją architektoniczną zabytkowych budynków – wyniki tej pracy posłużyły po wojnie do odbudowy miasta, a także uczestniczył w pracach projektowych dotyczących koncepcji przyszłej odbudowy miasta. Przez czas wojny pracował jako asystent w Zakładzie Architektury Polskiej oraz współpracował z Zakładem Historii Architektury Nowożytnej i Zakładem Badań Urbanistycznych.
Do Warszawy wrócił w 1945 roku. Po powrocie rozpoczął pracę w Biurze Odbudowy Stolicy. We współpracy z Janem Zachwatowiczem oraz żoną opracował projekt odbudowy warszawskiej katedry św. Jana. W 1946 r. ukończył studia na Wydziale Architektury Politechniki Warszawskiej. W roku 1952, pod wpływem nacisków politycznych, odszedł z pracy na uczelni. W 1948 założył wspólnie z żoną spółkę autorską: Maria i Kazimierz Piechotkowie. Wraz z żoną pracował m.in. w Miastoprojekcie Stolica Północ. W tym czasie zaprojektował liczne budynki mieszkalne i usługowe, m.in. na terenie warszawskich Bielan – osiedla Bielany I-IV, wpisane przez SARP na listę dóbr kultury współczesnej.
Kierował wielobranżowym zespołem opracowującym system budownictwa wielkopłytowego W-70 oraz Wk-70, który zwyciężył w dwustopniowym konkursie na projekt systemu budownictwa wielkopłytowego i został wdrożony do realizacji na terenie całego kraju. Na jego podstawie, przy współpracy ITB, razem z żoną i synem, opracował system ECA dla potrzeb budownictwa w Algierii, uwzględniający tamtejsze uwarunkowania, w tym zagrożenia sejsmiczne. Wspólnie z żoną zajmował się także zagadnieniem integracji różnych systemów wielkopłytowych (ISBO).
Wraz z żoną zajmował się badaniem synagog. Opracowali liczne publikacje na temat architektury żydowskiej na terenach Polski, m.in. książki:
- „Bramy nieba. Bożnice drewniane na ziemiach dawnej Rzeczypospolitej” (wyd. I – 1957, wyd. II rozszerzone – 1996)[3]
- „Bramy nieba. Bożnice murowane” (1999)
- „Krajobraz z menorą” (2008)

Zmarł 20 marca 2010 w Warszawie. Został pochowany na cmentarzu Bródnowskim (kwatera 22B-VI-12/13).

## Życie prywatne
Krótko przed wybuchem powstania warszawskiego oświadczył się Marii z domu Huber. 30 sierpnia 1944, w trakcie powstania, wzięli ślub w kościele Imienia Jezus przy ul. Moniuszki. Ich synowie, Maciej i Michał, również zostali architektami, współpracowali zawodowo z rodzicami. Mieszkał na Bielanach, ostatnio przy ul. Kleczewskiej. Ukończył I Miejskie Gimnazjum im. gen. Józefa Sowińskiego w Warszawie.

## Nagrody i odznaczenia
- Za działalność przy fałszowaniu dokumentów otrzymał w 1944 Brązowy Krzyż Zasługi z Mieczami[1][5].
- Za walkę w powstaniu warszawskim w 1944 został odznaczony Krzyżem Walecznych i osobiście przez generała Tadeusza Bora-Komorowskiego Orderem Virtuti Militari V klasy (Krzyżem Srebrnym)[1][5][2].
- W roku 1951, za zasługi przy organizacji II Światowego Kongresu Pokoju, odznaczony Srebrnym Krzyżem Zasługi[14].
- W roku 1957 otrzymał Nagrodę Miasta Stołecznego Warszawy[5].
- W roku 1974 – Nagroda Państwowa II stopnia[1].
- W roku 1977 odznaczony Krzyżem Kawalerskim Orderu Odrodzenia Polski[1].
- W roku 2000 laureat – wspólnie z żoną – Nagrody Jana Karskiego i Poli Nireńskiej, przyznanej przez YIVO za prace nad historią architektury synagogalnej[15].
- W roku 2004 laureat – wspólnie z żoną – nagrody Polskiego Komitetu Narodowego ICOMOS im. Jana Zachwatowicza[5][16].
- Laureat licznych nagród branżowych oraz konkursów m.in. Odznaka „Milionera”[1]